# Sibylle Abel
Sibylle Abel (* 18. April 1956 in Sonneberg; † 26. April 2016 ebenda) war eine deutsche Kommunalpolitikerin (CDU). Von 1994 bis zu ihrem Tod war sie Bürgermeisterin der thüringischen Stadt Sonneberg.

## Leben

### Ausbildung und Beruf
Abel wuchs in Hönbach auf. Sie besuchte von 1962 bis 1972 die Polytechnische Oberschule Sonneberg-West. Nach der Mittleren Reife absolvierte sie von 1972 bis 1974 eine Berufsausbildung zur Wirtschaftskauffrau im VEB Elektrokeramische Werke Sonneberg und arbeitete in dem Werk von 1974 bis 1978 in diesem Beruf. Von 1975 bis 1980 studierte sie Ingenieurökonomie an der Außenstelle Sonneberg der Fachschule für Ökonomie Plauen. Nach der Wende absolvierte sie von 1991 bis 1994 eine berufliche Weiterbildung zur Verwaltungsfachwirtin an der Verwaltungsfachschule Weimar.
Sibylle Abel war von 1979 bis 1980 als Betriebsökonomin in der VVB Spielwaren Sonneberg tätig. Anschließend arbeitete sie bis 1990 als Arbeitsökonomin im aus der VVB entstandenen VEB Kombinat Spielwaren Sonneberg.
Abel war seit 1974 verheiratet und Mutter einer Tochter. Sie starb 2016 nach einem Sturz in ihrer Wohnung.

### Politische Karriere
Im Jahr 1990 wurde Abel in der Kommunalpolitik aktiv. Von 1990 bis zur Eingemeindung nach Sonneberg im Jahr 1994 war sie Bürgermeisterin der Gemeinde Hönbach, ein Amt, in das der Gemeinderat von Hönbach sie gewählt hatte. Nach der Eingemeindung kandidierte Abel, die politisch den Liberalen nahestand, für das Bürgermeisteramt von Sonneberg und siegte gegen Siegfried Feller von der CDU. Die darauffolgenden Bürgermeisterwahlen konnte sie immer für sich entscheiden. Ursprünglich Mitglied der SED, trat sie 1992 der FDP bei. 1999 wechselte sie zur CDU, da sie die Linie der FDP nicht mehr mittragen wollte. Bis zu ihrem Tod 2016 war sie als Bürgermeisterin tätig.